# Carrer de Fontanella
|  | Per a altres significats, vegeu «Carrer de Fontanella (Olot)». |

El carrer de Fontanella és un carrer que va de la plaça de Catalunya a la plaça d'Urquinaona. Forma part del circuit de les Rondes que separen la Ciutat Vella i l'Eixample, urbanitzat després de l'enderroc de la muralla medieval (1854-1856). Des del 1865 duu el nom de Joan Pere Fontanella (Olot, Garrotxa 1576 - Perpinyà, Rosselló 1649) un jurista i polític que va ser conseller en cap i amb Pau Claris proclamà la República Catalana i la unió amb França.

## Llocs d'interès

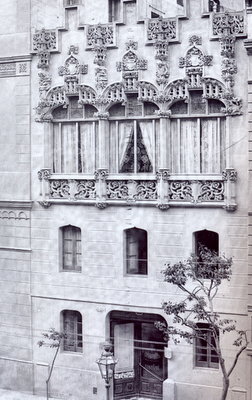
Tribuna modernista de la Casa Sicart. Antoni Maria Gallissà (1900)

A la cantonada amb la plaça de Catalunya hi va haver el teatre Quevedo entre 1876 i 1880.
Els núms. 1-3 havien estat ocupats per la casa Sicart, que tenia una tribuna modernista de l'arquitecte Antoni Maria Gallissà i Soqué. Quan fou enderrocada per ampliar els magatzems El Corte Inglés, se'n va incloure una reproducció a la façana, que contrasta amb el brutalisme de la resta de l'edifici.
Als números 6 i 8, a la cantonada amb el carrer Estruc, hi ha l'edifici del Banco Hispano Americano, construït el 1912 per Miquel Madorell i Rius i que va rebre una menció honorífica al concurs anual d'edificis artístics de 1913. El 1985 s'hi va produir un espectacular robatori. Actualment hi ha una botiga Media Markt.
Hi passa cada any la cavalcada de Reis de Barcelona, des que als anys 60 en augmentar la mida de les carrosses va deixar de circular pels carrers de Ciutat Vella. Hi entra per la Via Laietana i surt cap a la plaça Catalunya i el carrer Pelai.

## Història
El gran creixement demogràfic que va tenir Barcelona la primera meitat del segle xix així com el dinamisme de la Revolució Industrial feien imprescindible l'enderroc de les muralles medievals, que representaven més un gran ofec per la ciutat que no pas una protecció de l'exterior. Per això, l'Ajuntament de Barcelona va començar a treballar en la idea de créixer a partir de l'enderroc d'aquestes muralles, basant-se en estudis com "Abajo las murallas". En aquells moments els primers projectes d'ampliar els límits de la ciutat s'orientaven cap a la banda de muntanya, a la zona on les muralles tenien un punt d'inflexió, entre els baluards de Tallers i de Jonqueres. L'any 1838 s'havia presentat al Capità General de Catalunya una proposta d'eixample molt acotada que incloïa només el triangle que avui ocupen els carrers de Fontanella i Pelai i per les rondes d'Universitat i Sant Pere fins a la plaça d'Urquinaona. Tot i l'oposició inicial del govern estatal -contrari a eliminar les fortificacions- i dels intents de fer-ho per part de la ciutat els anys 1842 i 1843, finalment el govern espanyol hi va acabar accedint l'any 1854, després que es produïssin el Conflicte de les selfactines i una epidèmia de còlera.
Aprovat el Pla Cerdà l'any 1860 -encara que inicialment el projecte d'Antoni Rovira i Trias hagués guanyat el concurs de l'Ajuntament- es va decidir redefinir les alineacions dels terrenys de les muralles, que formaven una trama irregular, per millorar la transició cap a la trama ortogonal projectada per Ildefons Cerdà. En aquest sentit, el 1861 l'arquitecte municipal Miquel Garriga va presentar un projecte de Bulevard concèntric de 60 metres d'amplada amb la idea que ocupés el lloc dels passeigs de les muralles, que es contraposava a l'esquema reticular de Cerdà. Posteriorment, Garriga va presentar noves propostes de bulevard de Circumval·lació, com la de 1862 en la que aquest tenia un ample de 45 metres -i on no apareixia el carrer Fontanella- que va tenir com a resposta un dictamen de Cerdà amb una valoració negativa.
A la vegada també es projectava la Col·lectora de Rondes (clavegueram) i es va acabar decidint que aquesta havia de coincidir amb el traçat viari, la qual cosa va acabar afavorint la proposta de Cerdà, en forma de via de Circumval·lació de trenta metres, que fou aprovada el 1865 juntament amb el Projecte de Parcel·lacions de Muralles, descartant el projecte del Bulevard per acabar definint les alineacions previstes per Cerdà.
Tot això es va fer enmig de les discussions sobre la propietat dels terrenys alliberats per l'enderroc de les muralles, ja que en principi eren de l'Estat, i aquest pretenia vendre'ls com a parcel·les per edificar-hi, mentre que l'Ajuntament en volia la cessió i ubicar-hi sobretot equipaments públics i espais lliures.
La darrera zona de transició entre les dues trames que quedava per definir era l'entorn de l'actual Plaça de Catalunya. Inicialment Cerdà havia rebutjat fer una plaça en aquesta zona, projectant-hi el 1859 dues illes que respectaven la casa Gibert, amb el carrer Fontanella que anava des del Portal de l'Àngel fins a la Rambla creant una simetria al carrer Pelai. Poc després, el mateix Cerdà va presentar una moció per fer-hi una plaça, i Leandre Serrallach -arquitecte de l'Eixample- va fer un projecte que incloïa la plaça però en el que la prolongació del carrer Fontanella perdia la seva alineació en el tram que limitava la plaça Catalunya.
L'arquitecte provincial -Francesc Daniel Molina- va ser crític amb les dues propostes, en bona part pel conflicte afegit per l'edificació existent a l'àmbit i la pretesa propietat privada d'alguns dels terrenys on es volia projectar una plaça pública, així com per la memòria econòmica. El 1866 Serrallach va presentar una nova memòria i un altre plànol sense variacions substancials i el mateix Molina va acabar presentant diverses modificacions d'aquest projecte. Mentre, van continuar apareixent conflictes derivats de les propietats privades.
El 1870, el nou arquitecte municipal -Josep Artigas- va presentar nous plànols on es mantenia l'ocupació del carrer de Fontanella amb motiu de l'oficina de Correus que patrocinava l'Estat.
Finalment, l'any 1872 l'Ajuntament va aprovar la continuació del carrer de Fontanella alineada entre el portal de l'Àngel i la Rambla, refermant la solució que s'havia proposat el 1861, deixant de banda la proposta de Serrallach. Un altre focus de conflicte va ser la cantonada del carrer de Fontanella amb el Portal de l'Àngel, ja que hi va haver una disputa entre dos propietaris, que hi volien edificar, i l'Ajuntament, que havia afectat la zona pel projecte de la plaça.